# Ninety One
Ninety One – kazachski boys band wykonujący muzykę z gatunku q-pop, założony w 2015 roku.
Producentem grupy jest Erbołat Bjeterchan, który jest również członkiem innego kazachskiego zespołu Horda.
Nazwa zespołu pochodzi od roku ogłoszenia niepodległości od Związku Radzieckiego – 1991, chcąc podkreślić niezależność swojej twórczości od zagranicznych zespołów popowych.

## Skład zespołu
Na podstawie tekstu źródłowego.
| Pseudonim | Prawdziwe imię             | Prawdziwe imię               | Data urodzenia   | Pozycja              |
| Pseudonim | Język kazachski            | Transliteracja               | Data urodzenia   | Pozycja              |
| --------- | -------------------------- | ---------------------------- | ---------------- | -------------------- |
| A.Z.      | Азамат Байболатұлы Зенкаев | Azamat Bajbołatuły Zjenkajew | 28 września 1993 | lider zespołu, raper |
| ALEM      | Батырхан Абайұлы Мәлік     | Baterchan Abajuły Malik      | 18 lutego 1993   | wokalista            |
| ACE       | Азамат Қайратұлы Ашмақын   | Azamat Kajratuły Aszmakyn    | 29 sierpnia 1993 | wokalista, tancerz   |
| ZaQ       | Дулат Болатұлы Мұхаметқали | Dułat Bołatuły Muhametkaljiw | 8 lutego 1996    | wokal, choreograf    |
| BALA      | Данияр Акылбайулы Кулумшин | Denijar Akyłbajły Kułomszyn  | 19 lutego 1998   | wokalista, maknae    |

## Dyskografia

### Minialbumy
- 2015 – Ajyptama (kaz. Айыптама)

### Single
- 2015 – Ajyptama (kaz. Айыптама)
- 2016 – Kajtadan (kaz. Қайтадан)
- 2016 – Kałaj karaisyng? (kaz. Қалай қарайсың?)
- 2016 – Kajyrły tun (kaz. Қайырлы түн)
- 2016 – Umytpa (kaz. Ұмытпа)
- 2017 – Su asty (kaz. Су асты
- 2017 – Eski taspa bii (kaz. Ескі таспа биі
- 2017 – Bajau (kaz. баяу)

## Teledyski
- Ajyptama (kaz. Айыптама) (2015)
- Happy new year 2016 from NINETY ONE (2015)
- Kajtadan (kaz. Қайтадан) (2016)
- Kałaj karaisyng? (kaz. Қалай қарайсың?) (2016)
- Su asty (kaz. Су асты (2017)
- Eski taspa bii (kaz. Ескі таспа биі (2017)
- Bajau (kaz. баяу) (2017)
- Mooz (2017)